# Eilema inducta
Eilema inducta là một loài bướm đêm thuộc phân họ Arctiinae, họ Erebidae.